# Déborah Rodríguez
Deborah Lizeth Rodríguez Guelmo  (Montevideo, 2 de diciembre de 1992) es una atleta y modelo uruguaya. Ha conseguido ganar el Campeonato de Uruguay absoluto, el juvenil (U20) y de menores (U18) en 400 metros vallas, además del nacional absoluto y el juvenil en 400 metros lisos. También ganó el nacional de menores en 100 metros lisos. Ganó la medalla de bronce en Juegos Panamericanos de Toronto 2015 en la prueba de 400 m vallas, también ganó medalla de bronce en los Juegos Panamericanos de Lima 2019 y la de plata en Santiago 2023 en la prueba de 800 metros. Participó en las olimpiadas de Londres 2012, Río 2016 y Tokio 2020

## Trayectoria
Comenzó a los 14 su trayectoria como atleta y a los 20 representó a Uruguay por primera vez en competiciones internacionales. En los Campeonatos Sudamericanos sub-23 de 2012 ganó la medalla de plata en la prueba de los 400 metros vallas femeninos. En 2008 también había participado en el Campeonato Sudamericano Juvenil y ganó un oro en la misma especialidad. En 2006 participó en el Campeonato Sudamericano Junior, nuevamente en los 400 metros vallas, y volvió a ganar la medalla de oro. Ese mismo año también compitió en los Campeonatos Panamericanos Junior y ganó la medalla de bronce. Además de esas medallas consiguió batir el récord de su país en la especialidad, con 58.63 el 3 de junio de 2011 en Buenos Aires.
En 2012 fue invitada para participar en los Juegos Olímpicos de Londres 2012, con 19 años. Fue eliminada en la primera ronda en la 28.ª posición, aunque nuevamente batió el récord nacional con un tiempo de 57.04 segundos.

## Otras actividades
En enero de 2013 firmó con una agencia de modelos de Fernando Cristino llamada Cristino Management.
En 2022 participó de la edición uruguaya del programa de televisión ¿Quién es la máscara? emitido por Teledoce. Su personaje era Piggy Pop, y fue la séptima desenmascarada.

## Familia
Es hermana melliza del futbolista Ángel Leonardo Rodríguez e hija del entrenador y exfutbolista del club Atlético Peñarol Elio Rodríguez.

## Palmarés[8]
- 2006-2007-2008-2009 Campeona nacional de menores de 400 metros y 400 metros vallas.
- 2007-2008-2009-2010 Campeona nacional juvenil en 400 metros y 400 metros vallas.
- 2008-2009-2010-2011 Campeona nacional absoluta en 400 metros, 800 metros y 400 metros vallas.
- 2008, Campeona sudamericana de menores 400 metros vallas (Lima, Perú).
- 2009, Campeona sudamericana juvenil 400 metros vallas (Sao Paulo, Brasil).
- 2009, Medalla de bronce mundial, menores (Bressanonne, Italia).
- 2010, Medalla de plata en los Juegos Suramericanos en 400 metros vallas.
- 2011, Medalla de bronce panamericana, juvenil (Miami, Estados Unidos).
- 2011, Medalla de bronce sudamericano, absolutos (Buenos Aires, Argentina).
- 2011, Campeona sudamericana juvenil en 400 metros vallas (Medellín, Colombia).
- 2012, Campeona sudamericana categoría sub-23 (Sao Paulo, Brasil).
- 2013, Medalla de plata en el Campeonato Sudamericano en 400 metros vallas (Cartagena de Indias, Colombia).
- 2014, Campeona sudamericana en 400 metros (categoría sub-23).[9]
- 2014, Campeona sudamericana en 800 metros (categoría sub-23).[10]
- 2014, Medalla de oro en los Juegos Suramericanos en 800 metros (Santiago, Chile).[11]
- 2014, Medalla de oro en los Juegos Suramericanos en 400 metros vallas (Santiago, Chile).
- 2015, Medalla de bronce en los Juegos Panamericanos en 400 metros vallas (Toronto, Canadá).
- 2016, Campeona iberoamericana en 400 metros vallas (Río de Janeiro, Brasil).
- 2017, Medalla de bronce en el Campeonato Sudamericano en 800 metros (Asunción, Paraguay).
- 2018, Medalla de oro en los Juegos Suramericanos en 800 metros (Cochabamba, Bolivia).
- 2019, Campeona en el Campeonato Sudamericano en 800 metros.
- 2019, Medalla de bronce en los Juegos Panamericanos en 800 metros.
- 2020, Medalla de oro en Sudamericano Bajo Techo en 800 metros (Cochabamba, Bolivia).
- 2021, Campeona sudamericana en 800 metros.
- 2022, Medalla de oro en los Juegos Suramericanos en 800 metros.
- 2023, Medalla de Plata en el Campeonato Sudamericano en 800 metros (San Pablo, Brasil).[12]
- 2023, Medalla de Plata Juegos Panamericanos en 800 metros (Chile)
- 2024, Medalla de bronce en el Campeonato Iberoamericano en 800 metros (Cuiabá, Brasil).

## Récords nacionales
- 400 metros llanos: 52,53

- 800 metros llanos: 2'00,20 (Ginebra, 12 de junio de 2021)
- 100 metros vallas: 14,61 (Buenos Aires, 8 de febrero de 2014)
- 400 metros vallas: 56,30 (Campeonato Mundial, Pekín, 23 de agosto de 2015)